# IF Brommapojkarna
El IF Brommapojkarna es un club de fútbol sueco, de la ciudad de Estocolmo. Fue fundado en 1942, juega en la Allsvenskan y es conocido por ser el equipo de fútbol en Europa con la mayor cantidad de equipos en todas las categoría por edad, reportando en el año 2007 la cantidad de 247 equipos con más de 3000 jugadores. También es reconocido por su programa de formación de jugadores, de donde han surgido una gran cantidad y de alto nivel.

## Palmarés
- Superettan: 2

2017, 2022
- - Sub-Campeón: 1

2012
- Division 2 Ostra Svealand: 3

1998, 2000, 2001

## Participación en competiciones de la UEFA
| Temporada | Torneo             | Ronda            | Club      | Casa | Visita | Global |  |
| --------- | ------------------ | ---------------- | --------- | ---- | ------ | ------ |  |
| 2014–15   | UEFA Europa League | Clasificatoria 1 | VPS       | 2-0  | 1-2    | 3-2    |  |
| 2014–15   | UEFA Europa League | Clasificatoria 2 | Crusaders | 4-0  | 1-1    | 5-1    |  |
| 2014–15   | UEFA Europa League | Clasificatoria 3 | Torino    | 0-3  | 0-4    | 0-7    |  |